# Lithocarpus glaucus
Lithocarpus glaucus är en bokväxtart som beskrevs av Woon Young Chun, Cheng Chiu Huang och H.G.Ye. Lithocarpus glaucus ingår i släktet Lithocarpus och familjen bokväxter. Inga underarter finns listade.